# Marmolatagruppe
Die Marmolatagruppe (italienisch Gruppo della Marmolada) ist eine Gebirgsgruppe in den Dolomiten. Sie befindet sich in den italienischen Regionen Trentino-Südtirol und Venetien. Höchster Gipfel der Gruppe ist mit 3343 m s.l.m. die Punta Penia der Marmolata.

## Abgrenzung
Nach der Alpenvereinseinteilung der Ostalpen wird die Marmolatagruppe etwa wie folgt begrenzt: Richtung Nordosten und Osten durch das Cordevoletal von der Fanesgruppe, den Ampezzaner Dolomiten und der Civetta, Richtung Süden durch den Passo San Pellegrino von der Palagruppe, Richtung Westen durch das Fassatal von der Rosengartengruppe und der Langkofelgruppe sowie Richtung Norden, durch das Pordoijoch von der Sellagruppe.

## Gliederung
Die Marmolatagruppe besteht aus mehreren Bergkämmen und Bergstöcken. Sie ähnelt einem Trapez mit den Eckpunkten Moena im Südwesten, dem Pordoijoch im Nordwesten, Andraz im Nordosten und Cencenighe Agordino im Südosten, das im Norden etwa 15 km und im Süden 25 km lang ist. Die der Marmolata südlich vorgelagerten Kämme und Stöcke werden auch als Fassaner Dolomiten bezeichnet.

### Padonkamm
Der in Ost-West-Richtung verlaufende, überwiegend aus Vulkaniten bestehende Padonkamm bildet die nördlichste Untergruppe der Marmolatagruppe. Im Süden ist er durch den Passo Fedaia vom Dolomitstock der Marmolata getrennt. Die höchste Erhebung des Padonkamms ist die La Mesola mit einer Höhe von 2727 m.

### Migognkamm

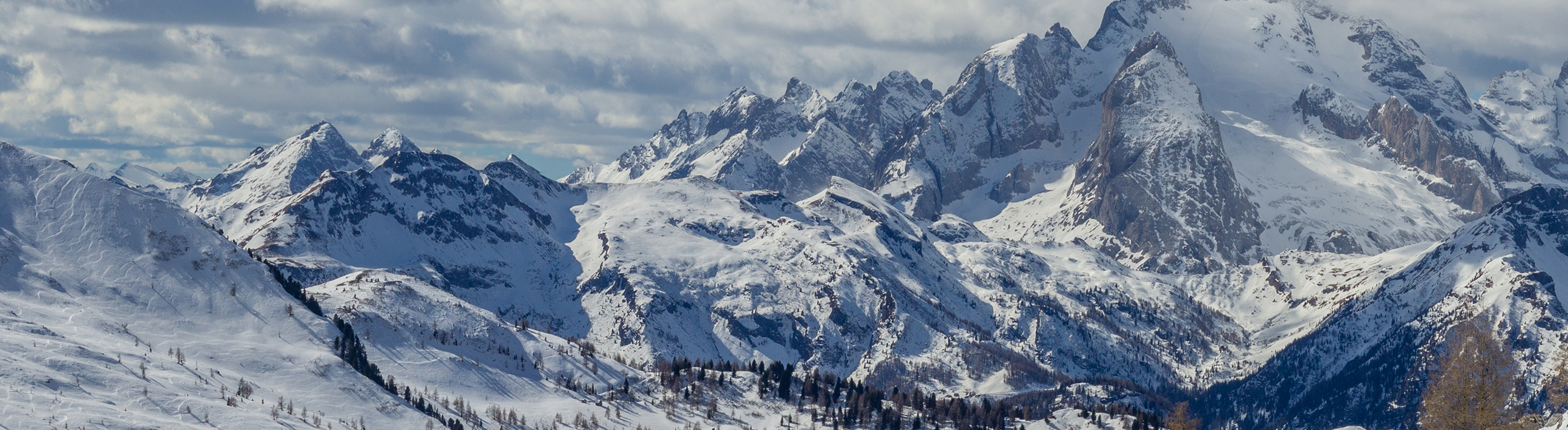
Migognkamm zwischen Monte Pore und Padonkamm (im Winter)

Südöstliche Fortsetzung des Padonkammes und von diesem von der Forcella de le Creppe Rosse (2137 m) getrennt. Wird im Süden vom Val Pettorina und Osten vom Val Cordevole eingegrenzt. Im Norden fällt es zum Buchensteintal ab. Nach dem höchsten Gipfel dem Monte Migogn 2384 m, auch Monte Migon, benannt. Besteht wie der Padonkamm aus Eruptivgestein.

### Marmolata
Der Dolomitstock der Marmolata bildet die zentrale und bekannteste Untergruppe. Er ist im Norden vom Fedaiapass und im Süden vom Ombrettapass eingegrenzt. Die Serauta im Osten und der Gran Vernel im Westen bilden die beiden seitlichen Eckpfeiler des Stocks.

### Ombretta-Ombrettola
Südlich der Marmolata und von dieser durch den Ombrettapass getrennter von Nord nach Süd verlaufender Dolomitstock. Auch als Cime de Ombreta bezeichnet. Er grenzt im Südosten an der Scharte Forca Rossa an den Autakamm und im Südwesten am Passo delle Cirelle an den Costabella – Cima Uomo-Kamm. Die höchste Erhebung ist der Sasso Vernale mit 3058 m.

### Costabella – Cima Uomo-Kamm
Der Costabella – Cima Uomo-Kamm bildet die zentrale südliche Untergruppe. Er verläuft im Osten vom Passo delle Cirelle in südwestlicher Richtung bis zum Passo delle Selle und grenzt hier an die Monzoni – Vallaccia Untergruppe. Höchster Punkt ist die Cima Uomo mit 3010 m.

### Colac’ – Buffaure
Westliche Untergruppe zwischen dem Contrintal im Norden und dem San Nicolò-Tal im Süden gelegener Kamm. Der östlich von Pozza di Fassa im Fassatal gelegene Buffaure bildet dabei den westlichen Abschluss der Untergruppe, während nordöstlich davon der Colac’ die Gruppe zum Contrintal abschließt. Das Bindeglied zwischen den beiden Untergruppen bilden die aus Intrusivgestein bestehenden Sas de Roces und die Croda Negra. Höchste Erhebung ist der Colac’ mit 2715 m.

### Monzoni – Vallaccia
Die Monzoni – Vallacia Untergruppe bildet den südwestlichen Eckpunkt der Marmolatagruppe und besteht aus den zwei sie namensgebenden Monzoni- und Vallaciakamm. Der Monzonikamm bildet am Passo delle Selle die westliche Fortsetzung des oberhalb des Val San Pellegrino gelegenen Costabella – Cima Uomo-Kamms. Wie der Padonkamm besteht der Monzonikamm aus dunklem Intrusivgestein und hebt sich damit auch optisch von den grauen Kalksteinnachbarn ab. An den Monzonikamm grenzt nördlich der La Costèla Scharte der Vallaciakamm. Die höchsten Erhebungen sind in den Monzoni die Rizzoni 2645 m und in der Vallacia die Cima Vallaccia mit 2637 m.

### Autakamm
Im Südosten zwischen dem Pettorinatal im Norden und den Bioistal im Süden gelegene Untergruppe. Der Kamm verläuft von der Scharte Forca Rossa im Westen bis zu den Cime di Pezza und dem Piz Zorlet im Osten. Die Forca Rossa stellt zugleich das Bindeglied mit der Ombrettagruppe dar. Zum Autakamm zählt auch der ganz im Osten liegende und vom Autakamm nach Nordosten abzweigende Sasso Bianco. Die höchste Erhebung der wenig begangenen Untergruppe ist die Cima dell’Auta Orientale (dt. östliche Autaspitze) mit 2624 m.

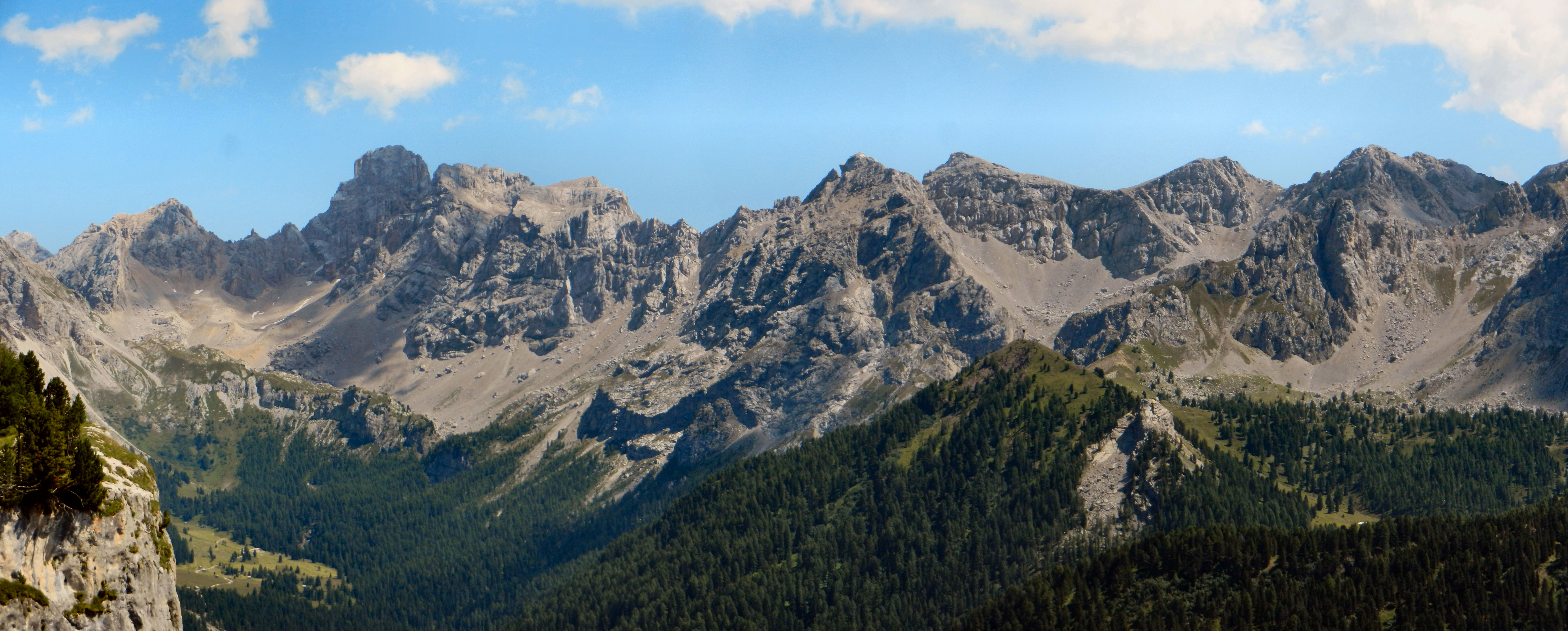
Cima Uomo (links) und Costabella-Kamm vom Val San Nicolò

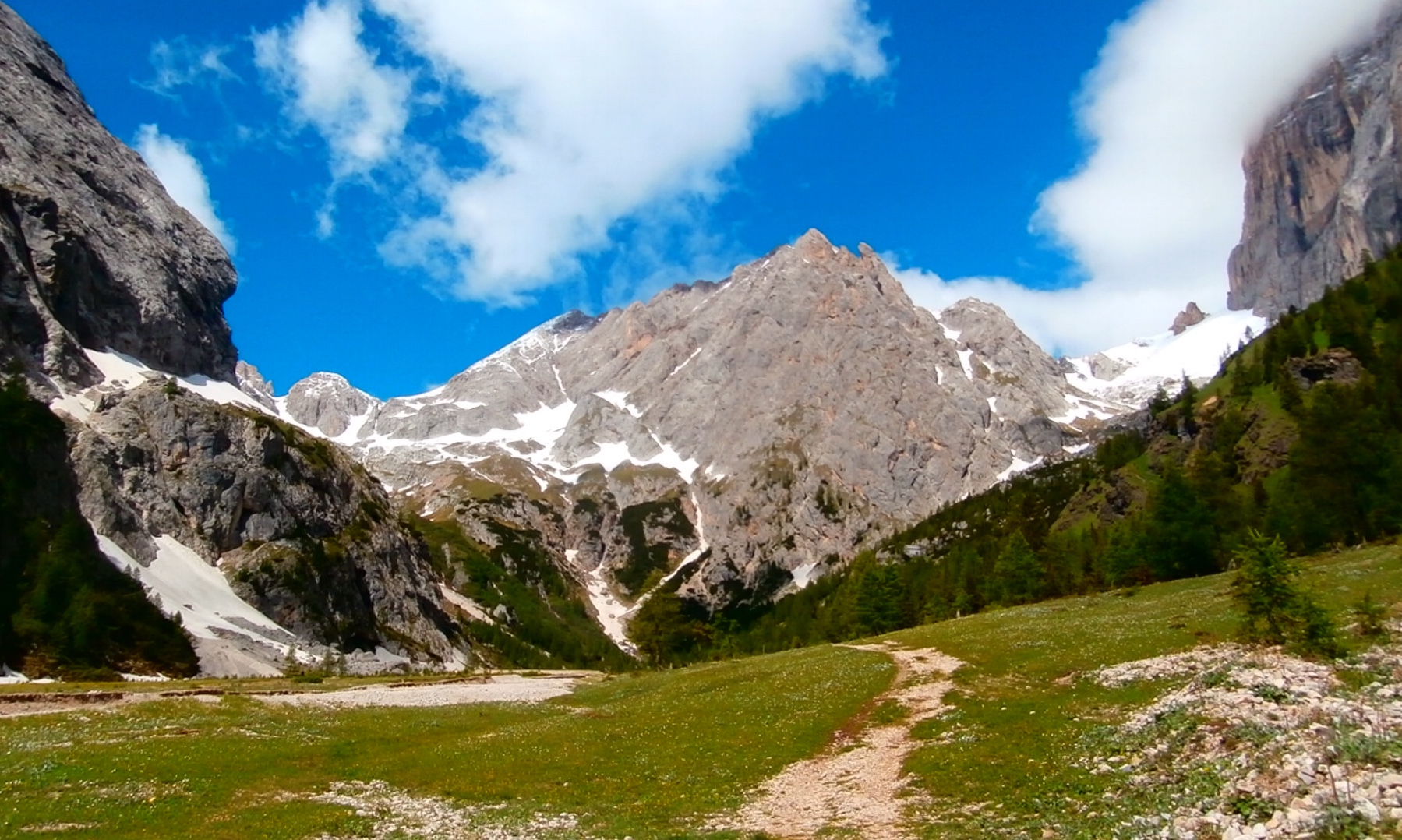
Ombretta vom Ombrettatal
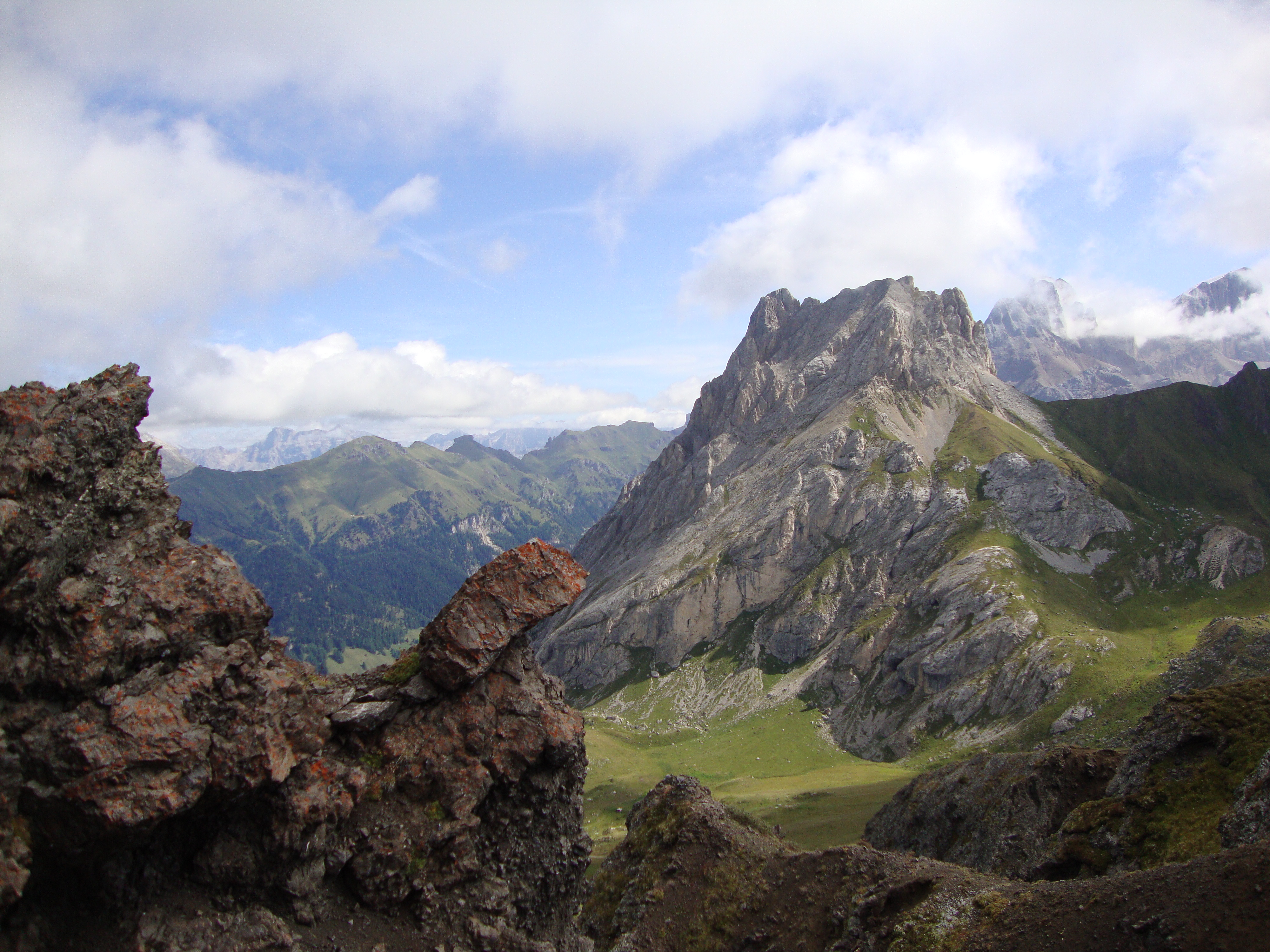
Colac’
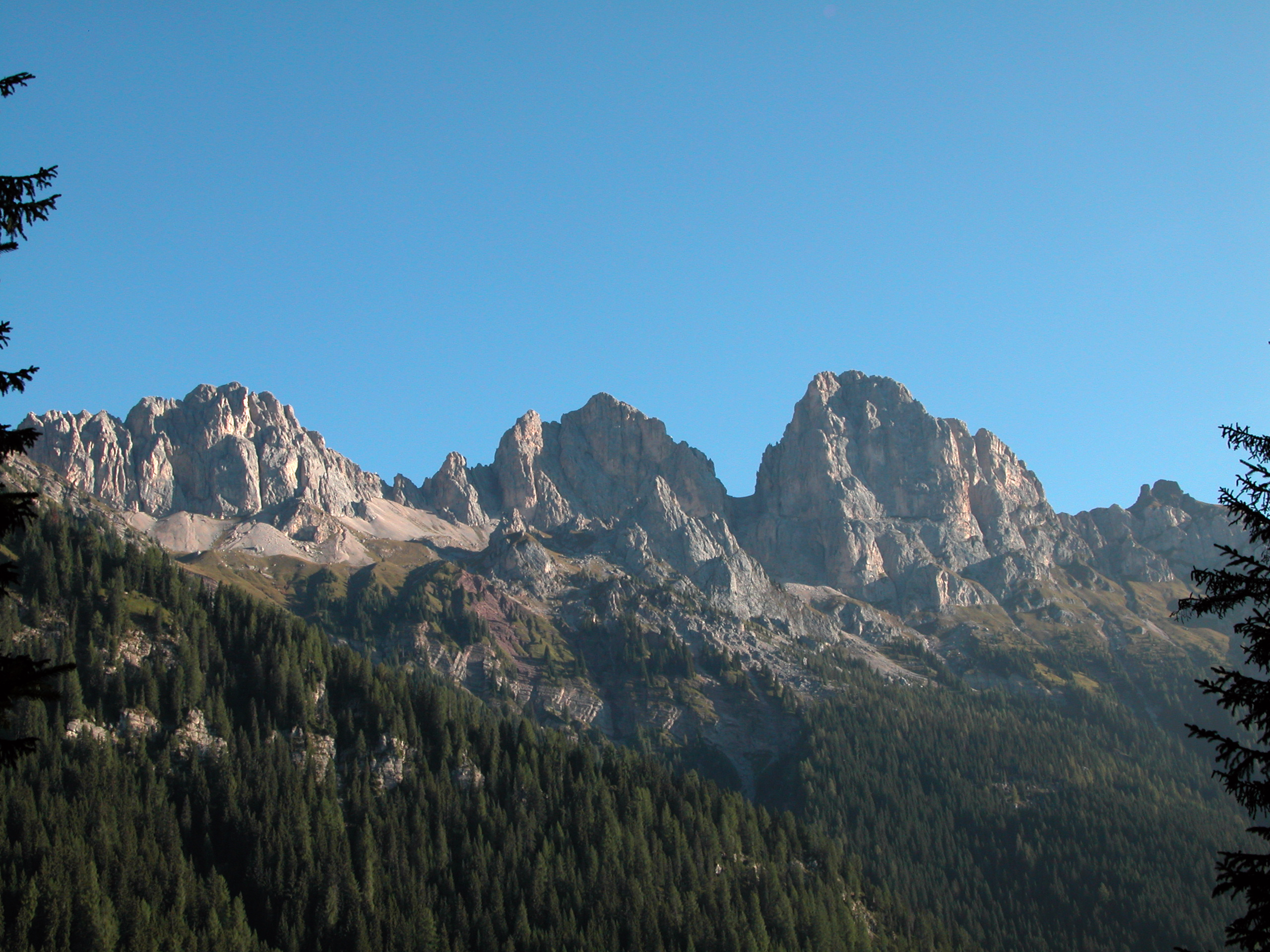
Autakamm
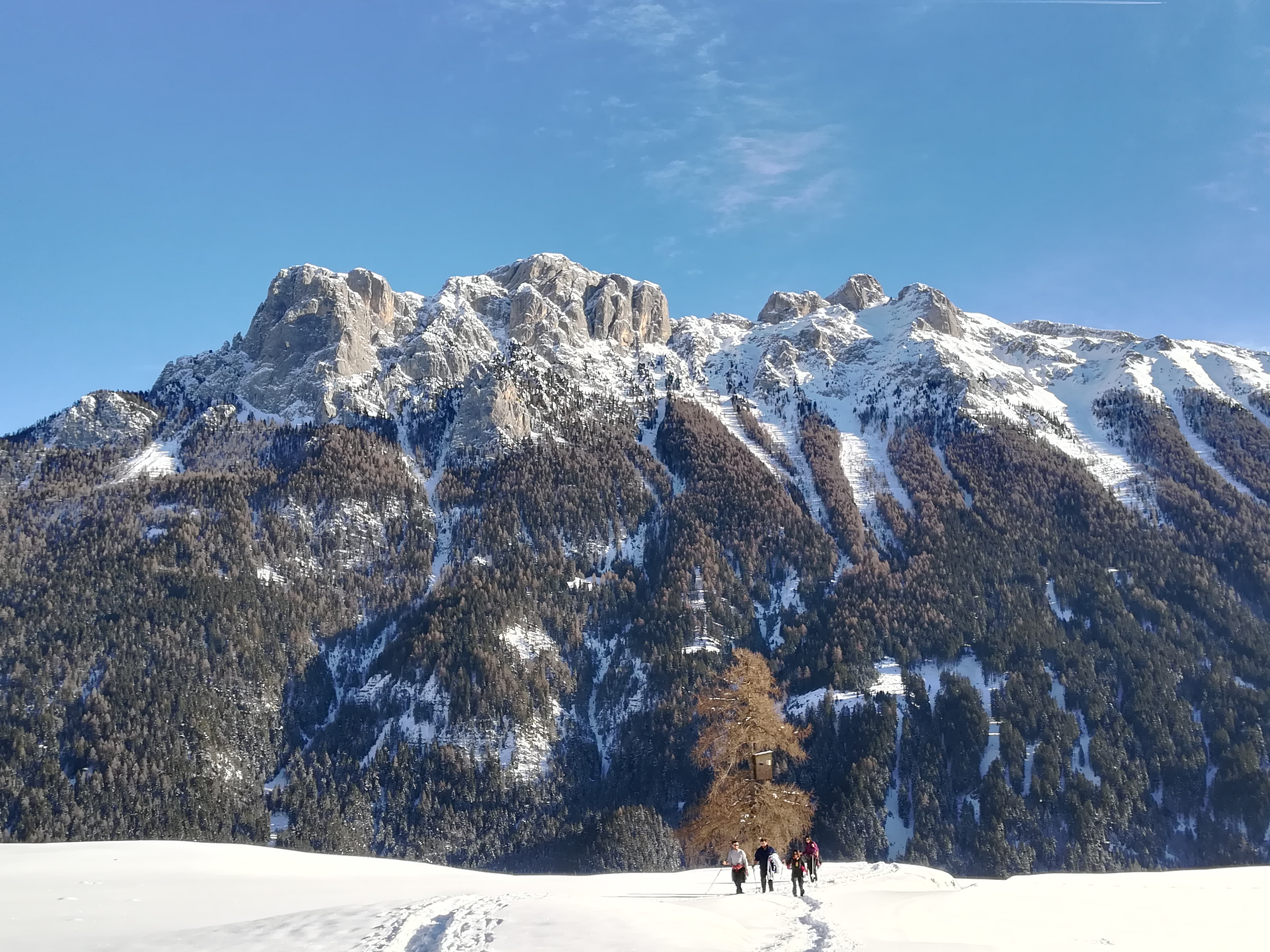
Vallaccia
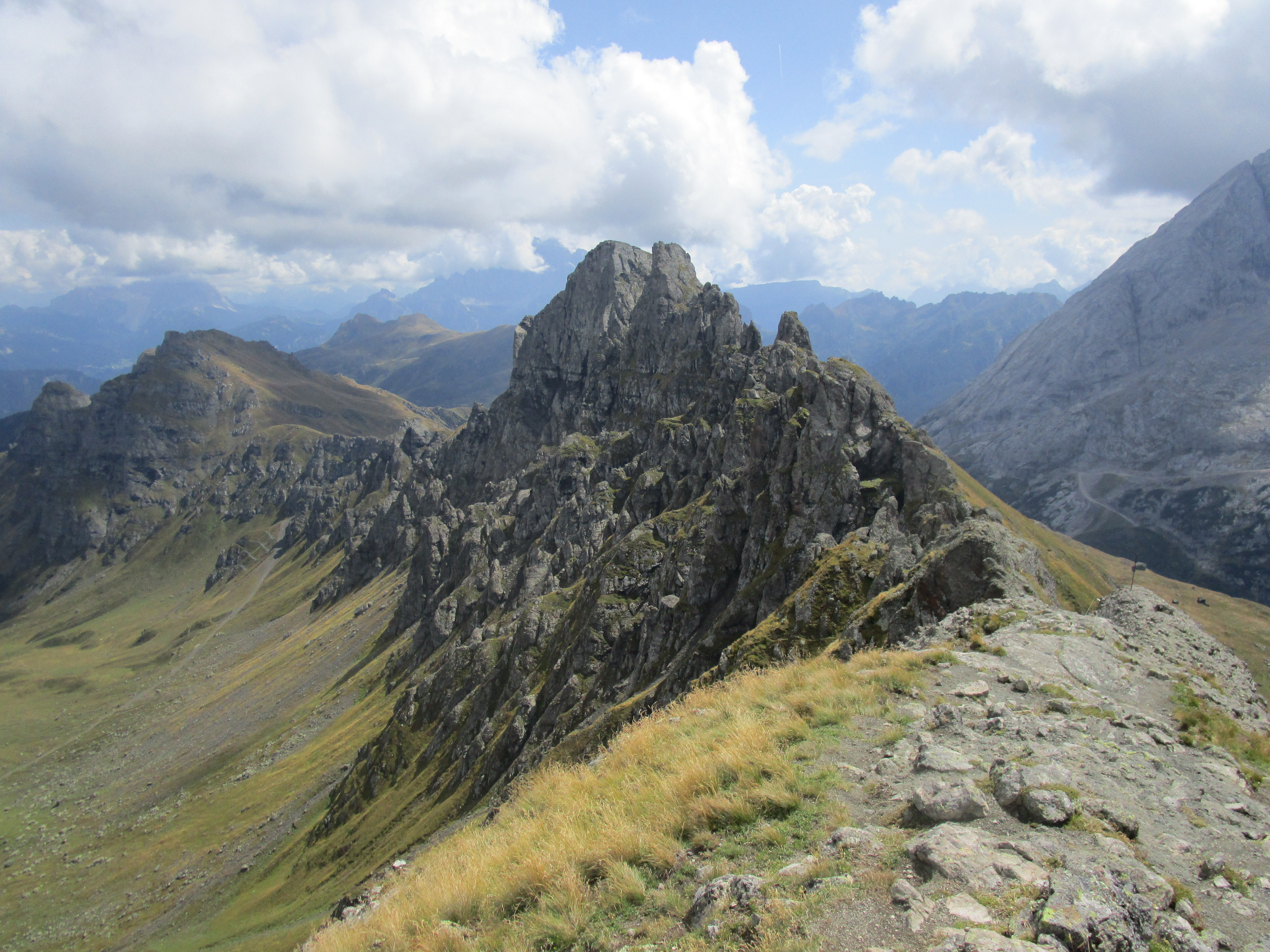
Padonkamm

## Gipfel
- Punta Penia 3343 m s.l.m. – Marmolata
- Punta Rocca 3310 m s.l.m. – Marmolata
- Gran Vernel 3210 m s.l.m. – Marmolata
- Sasso Vernale 3058 m s.l.m. – Ombretta-Ombrettola
- Cima Ombretta Orientale 3011 m s.l.m. – Ombretta-Ombrettola
- Cima Uomo (auch Cima dell’Uomo) 3010 m s.l.m. – Costabella – Cima Uomo-Kamm
- La Mesola 2727 m s.l.m. – Padonkamm
- Colac’ 2715 m s.l.m. – Colac’ – Buffaure
- Cima Vallaccia 2637 m s.l.m. – Monzoni – Vallaccia
- Cima dell’Auta Orientale 2624 m s.l.m. – Autakamm
- Monte Migogn 2384 m s.l.m. – Migognkamm

## Gletscher und Gewässer

### Gletscher
Die Marmolatagruppe besitzt mit dem Marmolatagletscher den größten Gletscher der Dolomiten. Auch in der Marmolatagruppe hat sich der Gletscherschwund seit Ende der kleinen Eiszeit wesentlich bemerkbar gemacht. Im ältesten von Carlo Porro über die Gletscher Italiens 1925 angelegten Kataster, waren für die Marmolatagruppe vier Gletscher aufgelistet. Dies waren neben dem Marmolatagletscher die Gletscher Vernel, Vernale und Val d’Ombert. Im zwischen 1957 und 1958 angelegten Kataster waren sieben Gletscher gelistet, der Marmolatahauptgletscher mit 330 ha, der westliche Marmolatagletscher mit 57 ha, der untere und obere Vernelgletscher mit jeweils 2 ha, der Vernalegletscher mit 28 ha, der Cima dell’Uomo-Gletscher mit 12 ha und der Ombrettagletscher ohne Größenangabe. Die gestiegene Anzahl zwischen 1925 und 1958 ist auf die Zerstückelung der Gletscher aufgrund des Gletscherschwunds zurückzuführen und ging zugleich mit einer Rücknahme der Gesamtgletscherfläche einher.
Diese Trend setzte sich in der Folge weiter fort und beschleunigte sich sogar noch. Von den oben genannten Gletschern waren Ende des 20. Jahrhunderts der Cima dell’Uomo-Gletscher und der Ombrettagletscher vollständig verschwunden, während die beiden Vernelgletscher soweit abgeschmolzen waren, dass sie offiziell nicht mehr als solche geführt wurden. Durch den Gletscherschwund entstanden zudem aus dem Marmolatagletscher mehrere nicht mehr miteinander verbundene kleinere Gletscher. Zu Beginn der 2000er Jahre verzeichnete der Trentiner Bergsteigerverein SAT noch fünf Gletscher in der Marmolatagruppe. Dies waren der Marmolatahauptgletscher mit 176,2 ha, der westliche Marmolatahauptgletscher mit 8,4 ha, der westliche Marmolatagletscher mit 11,8 ha, das Gletscherfeld im Gipfelbereich der Marmolata mit 12 ha sowie der untere Vernalegletscher mit 3,79 ha.

### Flüsse
Die Marmolatagruppe wird auf ihrer Ostseite vom Cordevole und auf der Westseite vom Avisio entwässert. Während Ersterer in den Piave abfließt, mündet Zweiterer in die Etsch. Die Wasserscheide zwischen Etsch und Piave verläuft zwischen dem Fedaiapass im Norden und den San Pellegrinopass im Süden über den Ombrettapass sowie der südlich angrenzenden Ombretta-Ombrettola und Costabella – Cima Uomo-Kämme. Die Bäche Contrin, San Nicolò und San Pellegrino, die die Gruppe über die gleichnamigen Täler entwässern, bilden die Nebenzuflüsse des Avisio. Auf der Ostseite sind der Rio Pettorina und der Torrente Biois aus den gleichnamigen Tälern die wichtigsten aus der Marmolatagruppe kommenden Zuflüsse des Cordevole.

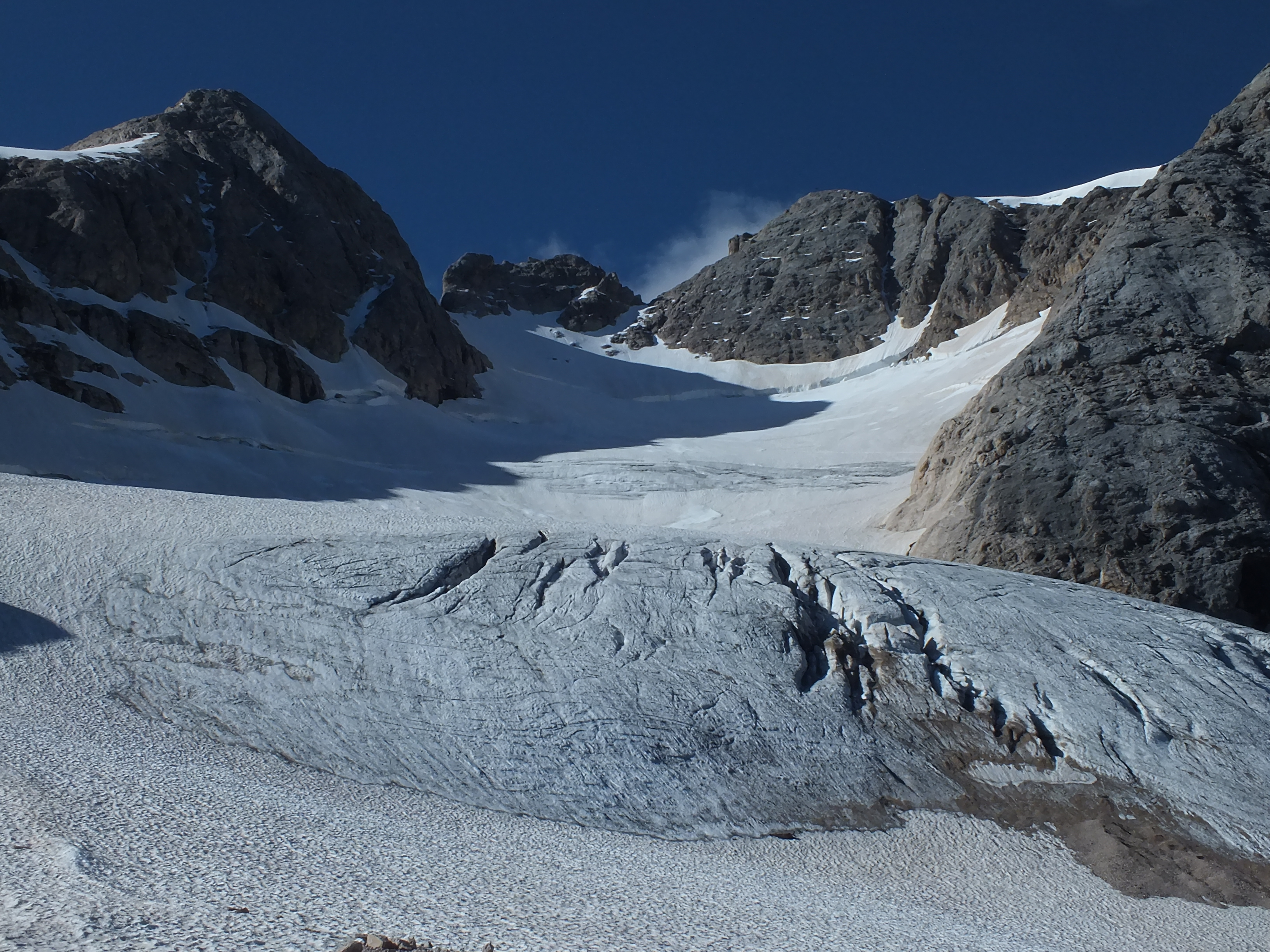
Oberer Bereich des Marmolatahauptgletschers mit der Punta Rocca und Punta Penia (2014)
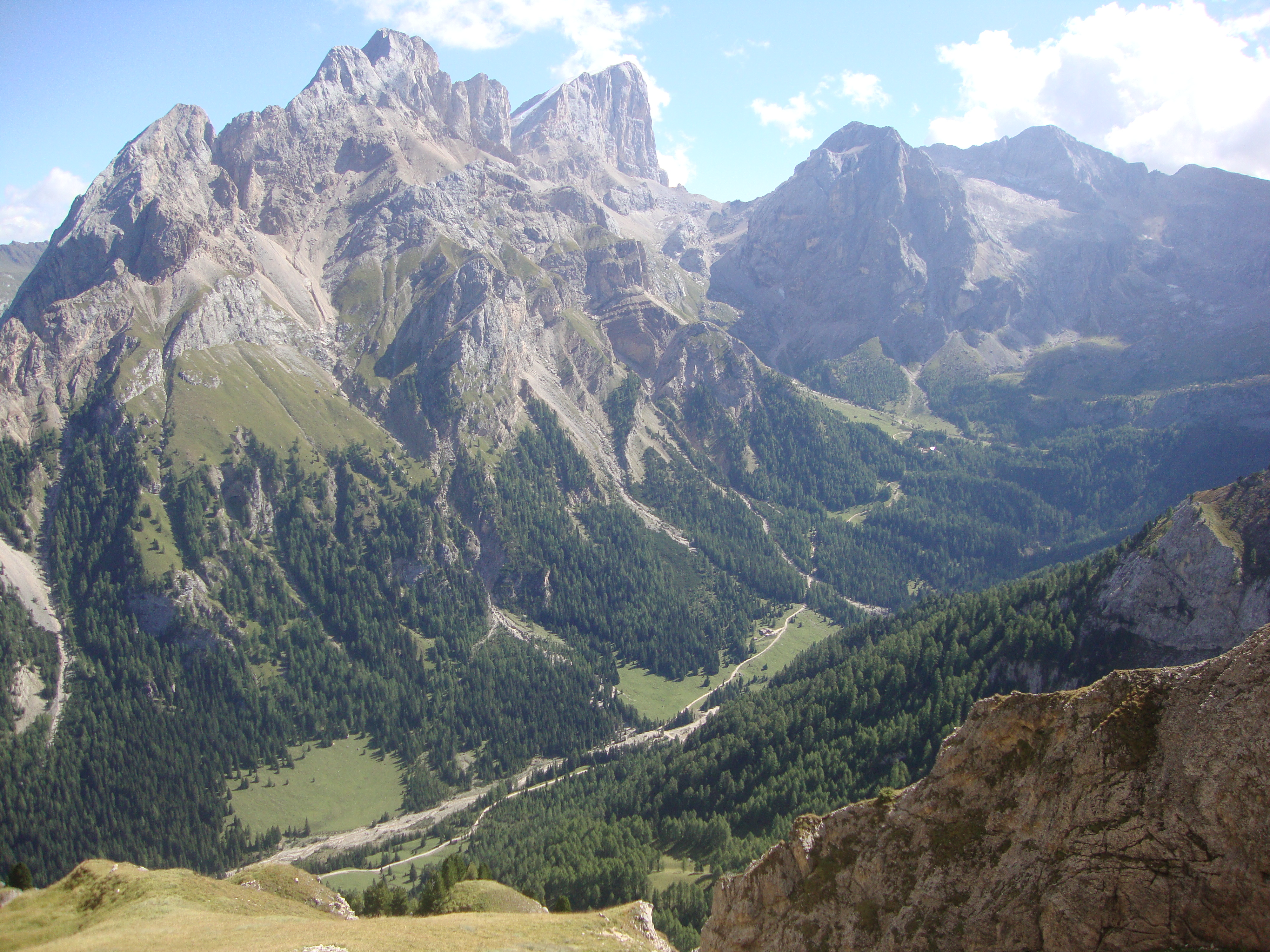
Contrintal mit dem Ombrettapass in der Bildmitte
Das Fassatal und dem bei Pozza di Fassa nach Osten in die Marmolatagruppe abzweigenden Val San Nicolò. (Luftbild von Werner Friedli 1957)

## Geologie
Die Marmolatagruppe weist mit dem Marmolatakalk, der Contrin-Formation und der an Mineralien reichen Monzoni-Gruppe, nach denen der Monzonit benannt ist, gleich drei geologische Besonderheiten auf.
So besteht der Bergstock der Marmolata, der mit der Punta Penia die höchste Erhebung in den Dolomiten stellt, nicht aus Dolomit, sondern aus Kalkstein. Warum sich die triassische Karbonatplattform der Marmolata nicht in Dolomit verwandelt hat, ist nicht völlig geklärt. Neben der Marmolata besteht in der Marmolatagruppe auch der Vallacia-Stock sowie der zentrale Bereich um den Sasso Vernale in der Ombrettagruppe aus dem hellgrauen Marmolatakalk. Letzterer ist unterlagert von der Contrin-Formation, die wie der Marmolatakalk ein Sedimentgesteinsschicht und nach dem Contrintal bei Canazei benannt ist. Letzteres bildet mit dem Ombrettatal eine kleine inneralpine Durchbruchzone.
Im Gegensatz zum hellen Marmolatakalk stehen die dunklen aus vulkanischen Aktivitäten stammenden Gesteinsmassen des Padonkamms am nördlichen und der Monzoni-Gruppe am südwestlichen Ende der Marmolatagruppe. Vulkanite sind aber nicht nur an den Rändern der Marmolatagruppe anzutreffen, sondern auch östlich von Pozza di Fassa in der Buffaure-Colac’ Gruppe. Dieses Eruptivgestein stammt von einem Supervulkan, der etwa vor 230 Millionen Jahren aktiv war und durch Erosion größtenteils abgetragen wurde. Beim Kontakt der langsam abkühlenden Plutonite mit den umliegenden Gesteinsschichten entstanden die durch Kristallisation zahlreich in der Monzoni anzutreffenden Mineralien sowie Erstarrungsgesteine wie der Monzonit.
Die Mineralien in der Monzoni-Gruppe wurden von Zepharovich, Doelter, Don Luigi Baroldi und Georg Gasser, der als der Vater des Naturmuseums Südtirol gilt, zwischen dem Ende des 19. und dem Beginn des 20. Jahrhunderts ausführlich beschrieben. Die Monzoni sind Typlokalität für das 1815 vom Mineralogen Johann Nepomuk von Fuchs erstmals beschriebene Gehlenit. Daneben kommen unter anderem das nach dem Fassatal benannte Fassait sowie Heulandit, Vesuvianit, Lizardit und Wollastonit vor.

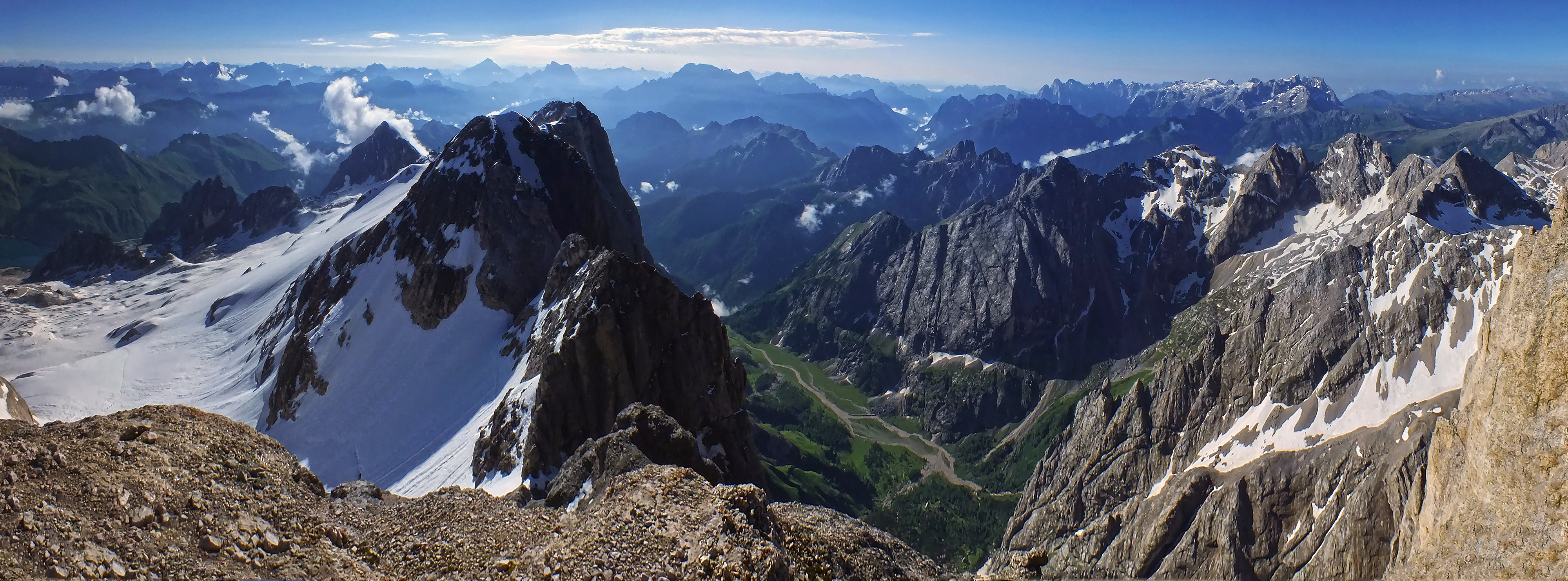
Blick von der Punta Penia nach Osten auf die Punta Rocca und den Marmolatagletscher, rechts das Val Ombretta mit dem Monte Fop dahinter der Autakamm. Am rechten Bildrand di Cima Ombretta.

## Tourismus

### Schutzhütten
- Rifugio Contrin, 2016 m s.l.m., A.N.A., Marmolata
- Rifugio Falier, 2074 m s.l.m., CAI, Marmolata
- Capanna Punta Penia, 3340 m s.l.m., privat, Marmolata
- Rifugio Monzoni, 2046 m s.l.m., SAT, Monzoni – Vallaccia
- Rifugio Marmolada, 2054 m s.l.m., privat, Padonkamm
- Rifugio Baita Fredarola, 2388 m s.l.m., privat, Padonkamm
- Rifugio Vièl del Pan, 2432 m s.l.m., privat, Padonkamm
- Rifugio Migon, 1660 m s.l.m., privat, Migognkamm
- Rifugio Ghiacciao Marmolada, 2700 m s.l.m., privat, Marmolata
- Rifugio Melga Cianci, 1828 m s.l.m., privat, Marmolata
- Rifugio Buffaure, 2050 m s.l.m., privat, Colac’ – Buffaure
- Rifugio Ciampàc, 2152 m s.l.m., privat, Colac’ – Buffaure
- Rifugio Passo San Nicolò, 2338 m s.l.m., privat, Colac’ – Buffaure
- Rifugio Tobià del Giagher, 2170 m s.l.m., privat, Colac’ – Buffaure
- Rifugio Flora Alpina, 1800 m s.l.m., privat, Costabella – Cima Uomo-Kamm
- Rifugio Fuciade, 1972 m s.l.m., privat, Costabella – Cima Uomo-Kamm
- Rifugio Passo Le Selle, 2530 m s.l.m., privat, Costabella – Cima Uomo-Kamm
- Rifugio Vallaccia, 2250 m s.l.m., privat, Monzoni – Vallaccia
- Rifugio Sasso Bianco, 1840 m s.l.m., privat, Autakamm
- Rifugio Lagazzòn, 1356 m s.l.m., privat, Autakamm
- Malga ai Lach, 1815 m s.l.m., privat, Autakamm
- Rifugio Baita ai Cacciatori, 1751 m s.l.m., privat, Autakamm

### Biwakschachteln
- Bivacco Marco Dal Bianco, 2727 m s.l.m., CAI, Ombretta
- Bivacco Donato Zeni, 2100 m s.l.m., SAT, Monzoni – Vallaccia
- Bivacco Ernesto Bontadini, 2552 m s.l.m., CAI, Padonkamm
- Bivacco Giovanni Paolo I, 1852 m s.l.m., CAI, Autakamm
- Baita Colmont, 1854 m s.l.m., privat, Autakamm

### Abgegangene Schutzhütten
- Rifugio Pian dei Fiacconi, 2625 m s.l.m., privat, Marmolata. Durch Lawinenabgang im Dezember 2020 zerstört.[19]